# Cacostola sirena
Cacostola sirena là một loài bọ cánh cứng trong họ Cerambycidae.